# Martina Gerhardt (Juristin)
Martina Gerhardt (* 8. September 1959 in Baden-Baden) ist eine deutsche Richterin und seit 2019 Präsidentin des Sächsischen Finanzgerichts.

## Leben und Wirken
Martina Gerhardt studierte nach dem Abitur Rechtswissenschaften und beendete das Studium mit der Ersten Juristischen Staatsprüfung. Nach dem Rechtsreferendariat absolvierte sie die Zweite Juristische Staatsprüfung. Im Februar 1988 erfolgte ihre Ernennung zur Richterin auf Probe; zunächst wurde sie der Staatsanwaltschaft Stuttgart zugewiesen. Es folgten Stationen beim Landgericht Stuttgart und beim Amtsgericht Heidelberg, bevor sie 1991 bei der Staatsanwaltschaft Mannheim zur Staatsanwältin auf Lebenszeit ernannt wurde. Nach einer vorübergehenden Tätigkeit bei der Staatsanwaltschaft Stuttgart wechselte sie 1993 in die sächsische Justiz. Dort war sie zunächst Richterin und ab 1994 Vorsitzende Richterin am Landgericht Leipzig. Gerhardt leitete von 2001 bis 2005 ein Personalreferat im Sächsischen Staatsministerium der Justiz.
Am 1. Februar 2005 wurde Gerhardt zur Vizepräsidentin des Sächsischen Finanzgerichts in Leipzig ernannt und ist seit dem 1. Januar 2019 Präsidentin dieses Gerichts.

## Ämter und Mitgliedschaften
- Beirat der Leipziger Juristischen Gesellschaft e. V.[5]

## Engagement
Martina Gerhardt wirkte 2019 an einem Seminar zum Steuerrecht und Finanzprozessrecht mit integriertem Moot Court mit, den Marc Desens, Lehrstuhlinhaber für Öffentliches Recht, insbesondere Steuerrecht und internationales Wirtschaftsrecht, an der Universität Leipzig zusammen mit Afra Waterkamp, Präsidentin des Finanzgerichts Sachsen-Anhalt, anbot.